# Faro de Cabo Prioriño
El faro de Cabo Prioriño o faro de Prioriño Chico es un faro situado en el municipio de Ferrol, en la provincia de La Coruña, Galicia, España. Está gestionado por la autoridad portuaria de Ferrol.

## Historia
En el año 2007 se remodeló, pero volvió a deteriorarse cuando el huracán Klaus pasó por la costa gallega en enero de 2009. La cubierta del faro voló, así como parte del contenido del interior. Nuevamente fue rehabilitado, así como el entorno circundante.